# The Best Kept Secret (album)
The Best Kept Secret – czwarty album studyjny amerykańskiej grupy hip-hopowej Ultramagnetic MCs

## Lista utworów
| Nr | Tytuł                         | Czas | Producent       |
| -- | ----------------------------- | ---- | --------------- |
| 1  | "The Plaques"                 | 3:25 | Ariel Caban     |
| 2  | "Late Night Rumble"           | 2:04 | Underwear Pissy |
| 3  | "Mechanism Nice (Born Twice)" | 3:44 | Moe Luv         |
| 4  | "Ain't It Good 2 U"           | 2:56 | Ced-Gee         |
| 5  | "Super Spellbound"            | 3:42 | Ariel Caban     |
| 6  | "Pop Bottles"                 | 3:26 | Underwear Pissy |
| 7  | "Nottz"(gościnnie: Goody-2)   | 4:07 | Underwear Pissy |
| 8  | "Porno Star (Part 2)"         | 3:37 | Ced-Gee         |
| 9  | "Underwear Pissy"             | 3:15 | Underwear Pissy |
| 10 | "Party Started"               | 3:49 | Ced-Gee         |
| 11 | "War"(gościnnie:Gee-Banga)    | 4:06 | Underwear Pissy |
| 12 | "Delta 2006"                  | 4:07 | Ced-Gee         |
| 13 | "Silk Master"                 | 3:22 | Ariel Caban     |
| 14 | "Vibrato"                     | 2:53 | Moe Luv         |